# Tmarus viridis
Tmarus viridis är en spindelart som beskrevs av Eugen von Keyserling 1880. Tmarus viridis ingår i släktet Tmarus och familjen krabbspindlar. Inga underarter finns listade i Catalogue of Life.